# アリツ・アドゥリス
アリツ・アドゥリス・スベルディア（Aritz Aduriz Zubeldia、1981年2月11日 - ）は、スペイン・サン・セバスティアン出身の元サッカー選手。元スペイン代表。現役時代のポジションはFW。

## クラブ経歴

### アスレティック・ビルバオ
アスレティック・ビルバオの下部組織出身であり、2002年8月14日のFCバルセロナ戦でトップチームデビューした。3シーズンをブルゴスCFやレアル・バリャドリードで過ごした後、2006年1月にビルバオに復帰した。冬に加入したにもかかわらず2005-06シーズンのチーム内得点王になり、2006-07シーズンもレアル・サラゴサ戦ではハットトリックを決めるなど、34試合に出場して9得点を挙げて2シーズン連続でチーム内得点王になった。2007-08シーズンはチームメイトのフェルナンド・ジョレンテが飛躍的な成長を遂げ、ジョレンテの陰に隠れるが、それでも33試合に出場して7得点した。2008年8月4日、完成したばかりのコルチェスター・コミュニティ・スタジアムで行われたコルチェスター・ユナイテッドFCとの親善試合に出場し、同スタジアムで得点した初めての選手になった。

### RCDマジョルカ
2008年8月26日、ダニエル・グイサの後釜を探していたRCDマジョルカに完全移籍した。2008-09シーズン第2節のCAオサスナ戦(1-1)でチームのシーズン初得点を決め、10月26日のRCDエスパニョール戦(3-0)では2得点を決めた。2009年1月7日のFCバルセロナ戦(1-3)でも得点した。2008-09シーズンは35試合に出場して11得点してチーム内得点王になるとともに、7アシストを決めてチャンスメーカーとしても機能した。
2009年10月18日のヘタフェCF戦(3-1)で2得点するなど、2009-10シーズンは開幕から7戦で5得点を決めて得点ランキングを賑わせた。同シーズンは自己最多となる12得点を決めたが、このうち9点は試合の後半に決めたものであり、2010年5月7日のレアル・マドリード戦(1-4)以外では自身の得点を勝ち点に結びつけた。2010年4月25日のマラガCF戦(1-1)ではロスタイムに同点弾を決め、最終節までセビージャFCとUEFAチャンピオンズリーグ出場権を争った。ポストプレーなど得点以外でも貢献し、UEFAヨーロッパリーグ出場権獲得に多大な貢献をした。

### バレンシアCF

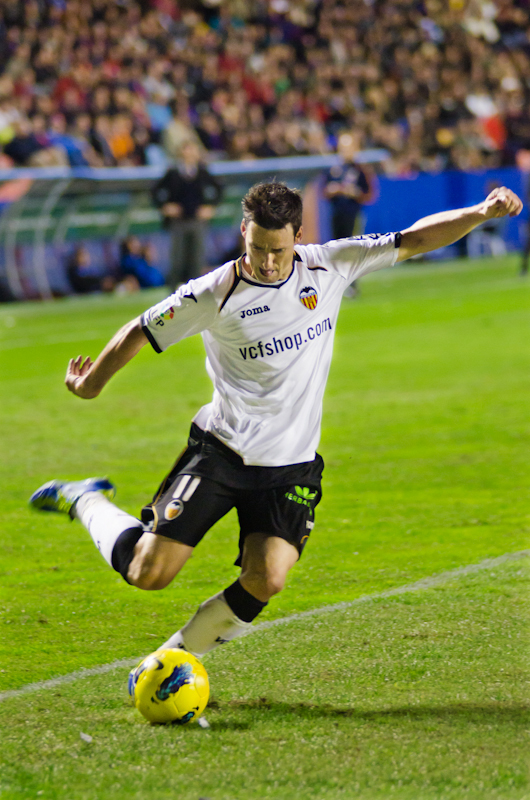
バレンシアでプレーするアドゥリス

2010年7月15日、移籍金400万ユーロまたは500万ユーロでバレンシアCFに移籍した。8月28日のマラガCF戦(3-1)で公式戦デビューした。2011年1月にはジョナスが加入し、さらにウナイ・エメリ監督がロベルト・ソルダードをワントップに据える戦術を採用したため、後半戦のほとんどの試合をベンチで過ごした。UEFAチャンピオンズリーグではホームとアウェーのブルサスポル戦でそれぞれ1得点するなど、決勝トーナメント1回戦でシャルケ04に敗れるまでに7試合に出場した。

### アスレティック・ビルバオ
2012年6月26日、古巣のアスレティック・ビルバオへ復帰。復帰1年目の2012-13シーズンに14得点を挙げると年を重ねるごとに得点数を伸ばし、2015-16シーズンにはキャリアハイとなる20得点を記録した。2016年11月4日のUEFAヨーロッパリーグ・KRCヘンク戦では5得点を挙げ、EL史上初となる1試合5得点を達成した。2017-18シーズンのUEFAヨーロッパリーグでは37歳ながら11ゴールを決める活躍を見せ、インモービレと並び大会得点王となった。
2019年8月9日、2019-20シーズンを最後に現役引退を表明。引退発表後初の公式戦となったリーガ・エスパニョーラ第1節FCバルセロナ戦では、後半42分から途中出場すると2分後に決勝点となるボレーシュートを叩き込み勝利に貢献。マンオブザマッチにも選出された。
2020年5月20日、シーズン途中での現役引退を発表。腰の状態が悪く、日常生活に支障をもたらす危険があり手術を行うことを決断したため。新型コロナウイルスの影響でリーグ戦が中断していた中での引退であった。これにより4月18日に開催予定であったレアル・ソシエダとのスペイン国王杯決勝は、新型コロナウイルスの影響により延期され、最後にタイトルを獲得しての引退は叶わなかった。公式Twitterにはセルヒオ・ラモスやレアル・ソシエダなどチーム内外問わず多くのコメントが寄せられており、多方面から引退を惜しまれた。

## 代表経歴

### スペイン代表
2010-11シーズン序盤はクラブで絶好調であったため、フェルナンド・トーレスが代表から負傷離脱した際に29歳にしてスペイン代表に初招集され、2010年10月8日のUEFA欧州選手権2012予選・リトアニア戦(3-1)でデビュー。
以降代表から遠ざかっていたが、2016年に35歳で代表に復帰。2016年3月24日に行われたイタリアとの親善試合で実に6年ぶりとなる出場を果たし、A代表初得点を決めた。同年11月12日、2018 FIFAワールドカップ・ヨーロッパ予選グループGのマケドニア戦でスペイン代表の最年長得点記録を更新した。

### バスク国代表
2009年からバスク国代表に選ばれている。2011年5月25日のエストニアとの親善試合(2-1)ではシャビ・プリエトのアシストからヘディングで2得点を決めた。

## タイトル

### クラブ
アスレティック・ビルバオ
- スーペルコパ・デ・エスパーニャ 2015

### 個人
- UEFAヨーロッパリーグ得点王 2015-16, 2017-18
- UEFAヨーロッパリーグベストイレブン　2015-16
- ラ・リーガ月間最優秀選手賞 2016年3月、2018年1月